# Phoenix (André Schaller)

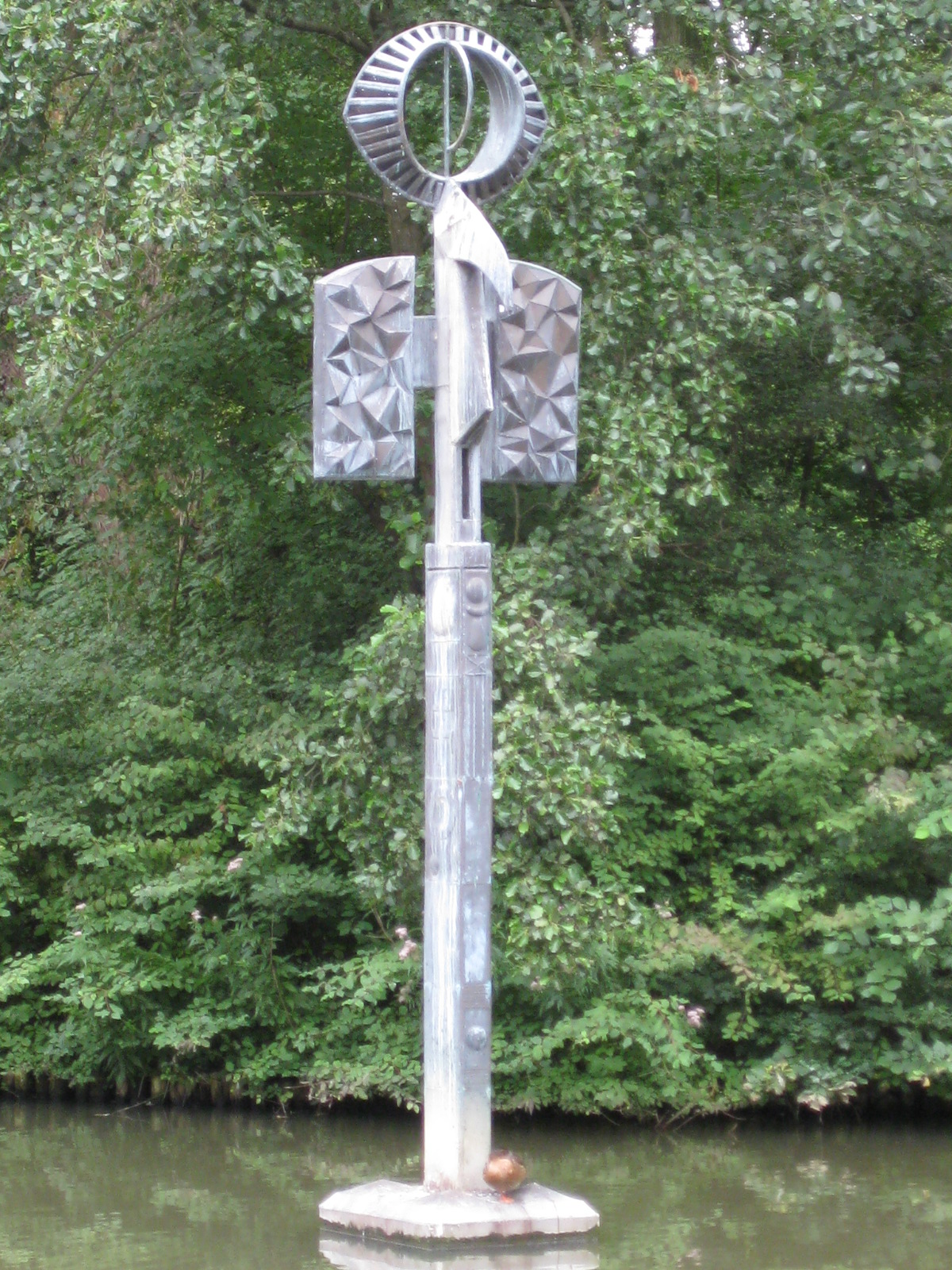
Phoenix close-up (juli 2011)

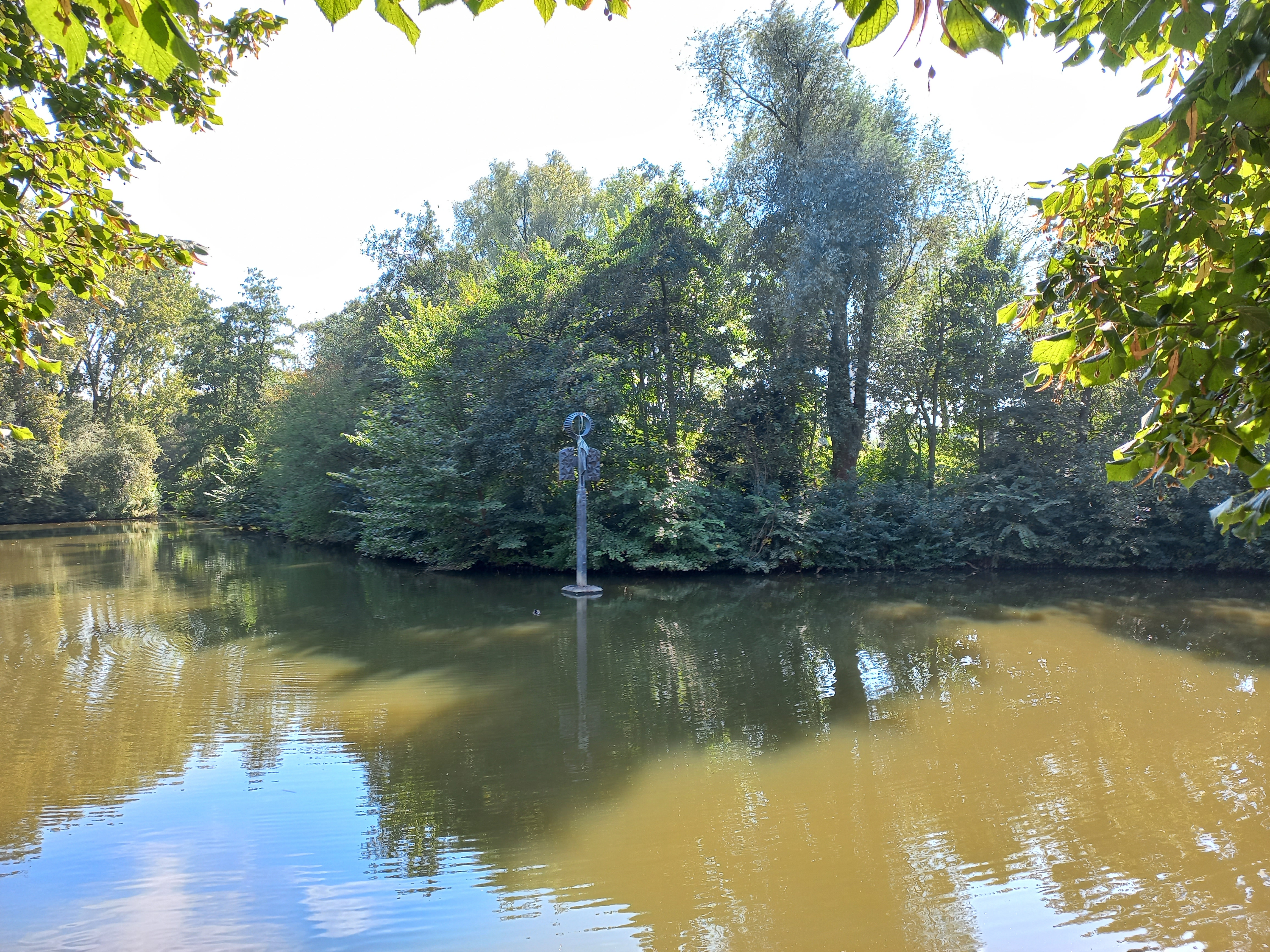
Beeld (centraal) in haar omgeving (september 2024)

Phoenix is een vorm van kunst in de openbare ruimte in Amsterdam-Noord. 
Hier werd tussen 1966 en 1970 gewerkt aan Het Breed, later Plan van Gool genaamd, vernoemd naar Frans van Gool. Die wijk kwam te liggen binnen een ringsloot rondom de Buikslotermeer. De belangrijkste verkeersader werd de (Nieuwe) Purmerweg, die aan de zuidkant loopt en door de ringsloot met vijver gescheiden wordt van de woonwijk. Op de oevers daarvan bevindt zich enerzijds de bebouwing van de wijk, anderzijds de weg en daartussen bij een terras een bosschage. In de vijver werd enigszins verdekt opgesteld het beeld Phoenix van André Schaller geplaatst. Van het beeld is weinig bekend; het zou van koper of brons zijn (het beeld is voornamelijk grijs), geplaatst op een betonnen voet en het zou een geabstraheerde vogel voorstellen.
Schaller kreeg meer bekendheid met zijn Monument Vincent van Gogh, eveneens in Amsterdam, en het Salomonsoordeel in Arnhem. 